# Mario II Sforza di Santa Fiora

Stemma degli Sforza di Santa Fiora

Mario II Sforza di Santa Fiora, I duca di Onano, XV conte di Santa Fiora (Firenze, 24 luglio 1594 – Roma, 26 settembre 1658), è stato un nobile italiano.

## Biografia
Figlio di Alessandro I Sforza, XIV conte di Santa Fiora, e di sua moglie Eleonora Orsini, nacque a Firenze il 24 luglio 1594.
Succeduto al padre come XV Conte di Santa Fiora, a causa di gravi dissesti finanziari nel 1633 Mario II fu costretto a venderne la sovranità al Granduca di Toscana; l'anno dopo vendette (sempre al Granduca di Toscana) anche Lugnano, Plumbiano e Valmontone.
Sposò nel 1612 Renata di Lorena (?-1638), figlia di Carlo di Guisa, duca di Majenne e Aguillon. La coppia ebbe un figlio, Ludovico. La moglie Renata, però, delusa dal matrimonio, lo lasciò, trasferendosi in Francia con il figlio.
Dal 1612 Mario era stato investito anche del titolo di I Duca di Onano, che nel 1650, tuttavia, gli fu confiscato per debiti insieme ai feudi di Varzi e Castell'Arquato. Dal 1636 rimase col solo titolo di Nobile Romano.
Morì nel 1658. Successivamente, alla morte di Mario II, le signorie di Onano e Santa Fiora vennero riacquisite dalla duchessa Renata, che ne fece dono al figlio Ludovico, ridando un minimo di prestigio alla famiglia Sforza di Santa Fiora.

## Discendenza
Dal matrimonio con Renata di Lorena nacque un figlio:
- Ludovico I Sforza di Santa Fiora.

Mario ebbe anche una figlia naturale, Beatrice.

## Ascendenza
|                                                          |                                             |                                                   | Genitori                                                           |  |  | Nonni |  |  | Bisnonni                                     |  |  | Trisnonni                                    |  |
|                                                          |                                             |                                                   |                                                                    |  |  |       |  |  | 8. Mario I Sforza, XIII conte di Santa Fiora |  |  | 16. Bosio II Sforza, XI conte di Santa Fiora |  |
|                                                          |                                             |                                                   |                                                                    |  |  |       |  |  | 8. Mario I Sforza, XIII conte di Santa Fiora |  |  | 16. Bosio II Sforza, XI conte di Santa Fiora |  |
|                                                          |                                             | 17. Costanza Farnese                              |                                                                    |  |  |       |  |  | 8. Mario I Sforza, XIII conte di Santa Fiora |  |  |                                              |  |
| 4. Federico Sforza di Santa Fiora, signore di Valmontone |                                             |                                                   |                                                                    |  |  |       |  |  | 8. Mario I Sforza, XIII conte di Santa Fiora |  |  |                                              |  |
|                                                          |                                             | 9. Fulvia Conti                                   | 18. Giovanni Battista Conti                                        |  |  |       |  |  |                                              |  |  |                                              |  |
|                                                          |                                             | 9. Fulvia Conti                                   | 18. Giovanni Battista Conti                                        |  |  |       |  |  |                                              |  |  |                                              |  |
|                                                          |                                             | 9. Fulvia Conti                                   | 19. Livia Colonna                                                  |  |  |       |  |  |                                              |  |  |                                              |  |
| 2. Alessandro I Sforza, XIV conte di Santa Fiora         |                                             | 9. Fulvia Conti                                   |                                                                    |  |  |       |  |  |                                              |  |  |                                              |  |
|                                                          |                                             | 10. Virginio Orsini, I duca di San Gemini         | 20. Ferdinando I Orsini, V duca di Gravina                         |  |  |       |  |  |                                              |  |  |                                              |  |
|                                                          |                                             | 10. Virginio Orsini, I duca di San Gemini         | 20. Ferdinando I Orsini, V duca di Gravina                         |  |  |       |  |  |                                              |  |  |                                              |  |
|                                                          |                                             | 10. Virginio Orsini, I duca di San Gemini         | 21. Beatrice Ferrillo                                              |  |  |       |  |  |                                              |  |  |                                              |  |
| 5. Beatrice Orsini di San Gemini                         |                                             | 10. Virginio Orsini, I duca di San Gemini         |                                                                    |  |  |       |  |  |                                              |  |  |                                              |  |
|                                                          |                                             | 11. Ersilia Orsini di Pitigliano                  | 22. Niccolò III Orsini, IX conte di Pitigliano                     |  |  |       |  |  |                                              |  |  |                                              |  |
|                                                          |                                             | 11. Ersilia Orsini di Pitigliano                  | 22. Niccolò III Orsini, IX conte di Pitigliano                     |  |  |       |  |  |                                              |  |  |                                              |  |
|                                                          |                                             | 11. Ersilia Orsini di Pitigliano                  | 23. Livia Orsini di Nerola                                         |  |  |       |  |  |                                              |  |  |                                              |  |
| 1. Mario II Sforza, XV conte di Santa Fiora              |                                             | 11. Ersilia Orsini di Pitigliano                  |                                                                    |  |  |       |  |  |                                              |  |  |                                              |  |
|                                                          | 12. Girolamo Orsini, V signore di Bracciano | 24. Gian Giordano Orsini, IX conte di Tagliacozzo |                                                                    |  |  |       |  |  |                                              |  |  |                                              |  |
|                                                          | 12. Girolamo Orsini, V signore di Bracciano | 24. Gian Giordano Orsini, IX conte di Tagliacozzo |                                                                    |  |  |       |  |  |                                              |  |  |                                              |  |
|                                                          | 12. Girolamo Orsini, V signore di Bracciano | 25. Felice della Rovere                           |                                                                    |  |  |       |  |  |                                              |  |  |                                              |  |
| 6. Paolo Giordano I Orsini, I duca di Bracciano          | 12. Girolamo Orsini, V signore di Bracciano |                                                   |                                                                    |  |  |       |  |  |                                              |  |  |                                              |  |
|                                                          |                                             | 13. Francesca Sforza di Santa Fiora               | 26. Bosio II Sforza, XI conte di Santa Fiora (= 16)                |  |  |       |  |  |                                              |  |  |                                              |  |
|                                                          |                                             | 13. Francesca Sforza di Santa Fiora               | 26. Bosio II Sforza, XI conte di Santa Fiora (= 16)                |  |  |       |  |  |                                              |  |  |                                              |  |
|                                                          |                                             | 13. Francesca Sforza di Santa Fiora               | 27. Costanza Farnese (= 17)                                        |  |  |       |  |  |                                              |  |  |                                              |  |
| 3. Eleonora Orsini di Bracciano                          |                                             | 13. Francesca Sforza di Santa Fiora               |                                                                    |  |  |       |  |  |                                              |  |  |                                              |  |
|                                                          |                                             | 14. Cosimo I de' Medici, I granduca di Toscana    | 28. Ludovico "Giovanni delle Bande Nere" de' Medici                |  |  |       |  |  |                                              |  |  |                                              |  |
|                                                          |                                             | 14. Cosimo I de' Medici, I granduca di Toscana    | 28. Ludovico "Giovanni delle Bande Nere" de' Medici                |  |  |       |  |  |                                              |  |  |                                              |  |
|                                                          |                                             | 14. Cosimo I de' Medici, I granduca di Toscana    | 29. Maria Salviati                                                 |  |  |       |  |  |                                              |  |  |                                              |  |
| 7. Isabella de' Medici                                   |                                             | 14. Cosimo I de' Medici, I granduca di Toscana    |                                                                    |  |  |       |  |  |                                              |  |  |                                              |  |
|                                                          |                                             | 15. Leonor Álvarez de Toledo y Osorio             | 30. Pedro Álvarez de Toledo y Zúñiga                               |  |  |       |  |  |                                              |  |  |                                              |  |
|                                                          |                                             | 15. Leonor Álvarez de Toledo y Osorio             | 30. Pedro Álvarez de Toledo y Zúñiga                               |  |  |       |  |  |                                              |  |  |                                              |  |
|                                                          |                                             | 15. Leonor Álvarez de Toledo y Osorio             | 31. María Osorio y Pimentel, II marchesa di Villafranca del Bierzo |  |  |       |  |  |                                              |  |  |                                              |  |
|                                                          |                                             | 15. Leonor Álvarez de Toledo y Osorio             |                                                                    |  |  |       |  |  |                                              |  |  |                                              |  |